# Indigofera kelleri
Indigofera kelleri är en ärtväxtart som beskrevs av Baker f. Indigofera kelleri ingår i släktet indigosläktet, och familjen ärtväxter. Inga underarter finns listade i Catalogue of Life.